# Franz Seraph von Destouches
Franz Seraph von Destouches (Múnic, 21 de gener de 1772 – 9 de desembre de 1844) fou un compositor alemany.
Fou deixeble de Grünberger i de Haydn, i el 1792 estrenà la seva primera òpera titulada Die Thomas Nacht. Després donà concerts a Suïssa i Àustria; el 1799 entrà al servei del duc de Saxònia-Weimar, on tingué entre altres alumnes en Carl Theodor Theus, i més tard fou nomenat professor d'harmonia de la universitat de Landshut càrrec en el qual hi va romandre fins al 1816.
A més de nombroses misses, deixà una altra òpera titulada Missverständndniss, els cors del drama Die Husiten von Naumburg i de la tragèdia Wanda, alguns drames de Schiller i nombrosos concerts, sonates, fantasies i altres composicions per a diversos instruments.